# موسى الهزاري
ملا موسى الهزاري. رجل دين شيعي أفغاني من قومية الهزارة، ترجم له الفاضلي في الشيعة في أفغانستان واصفاً إيَّاه بأنه «من أكبر علماء الهزارة في عصر سلاطين مغول الهند في عهد جهان كير وشاه جهان». وله كتاب بعنوان كشف الآيات القرآنية، وهو من أقدم ما ألِّف حول هذا الموضوع.